# Fonte di Napoleone
La Fonte di Napoleone è una sorgente di acqua oligominerale che sgorga da una vallata del Monte Capanne nei pressi di Poggio, all'isola d'Elba.

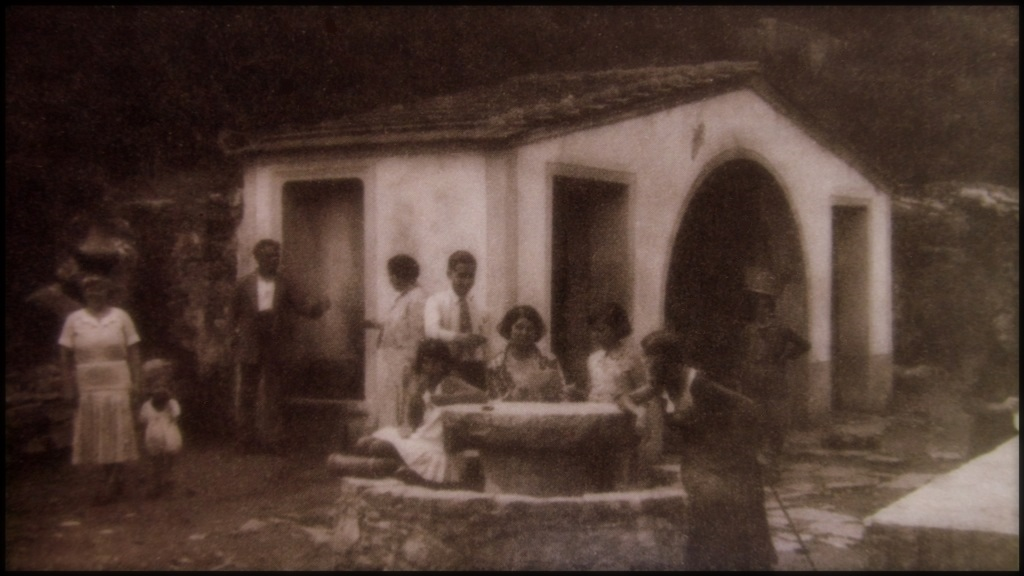
La fonte nel 1925 circa

## Storia
La sua antica denominazione, attestata dal XVII secolo, era Fonte dell'Acquaviva, in riferimento al regime idrico perenne della sorgente. La fonte era inglobata all'esterno di un lavatoio pubblico con vasca in muratura e arcata centrale. Il 27 agosto 1814 Napoleone Bonaparte, in occasione di una sua visita al vicino paese di Poggio, fece allestire da cinque suoi soldati dei rudimentali sedili con pietre di monzogranito presso la fonte. Da tale episodio ebbe origine il toponimo Fonte di Napoleone, attestato per la prima volta in un disegno di Telemaco Signorini risalente al 1898. 

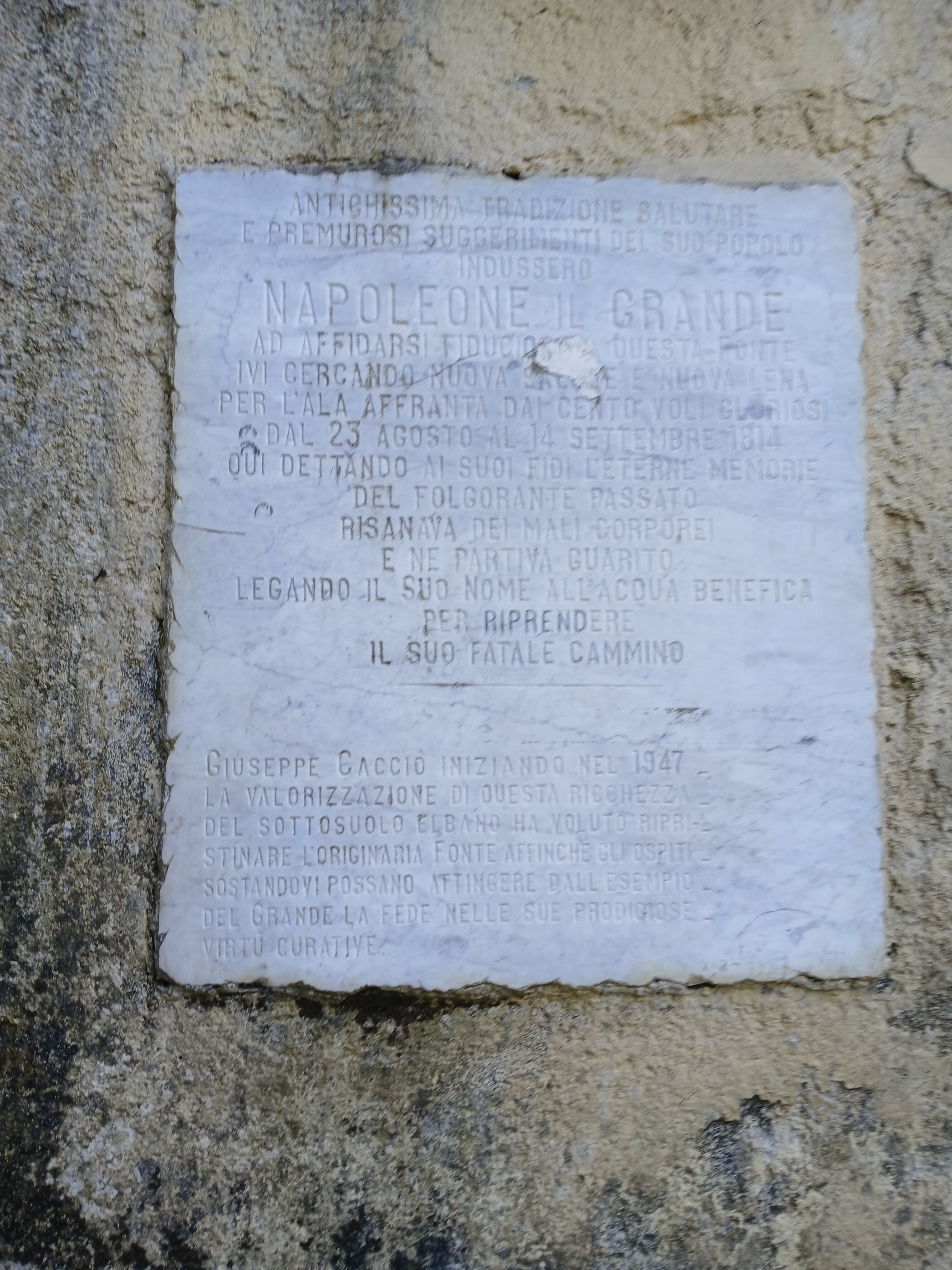
Targa commemorativa della fonte di Napoleone

Nell'agosto 1815 la struttura venne restaurata con il rifacimento della copertura a due falde; successivi restauri si ebbero nel 1820 ad opera del capomastro Clemente Pagani. Almeno dal 1840, nel piazzale antistante la fonte si trova il cosiddetto Tavolo di Napoleone, costituito da un basso pilastro in muratura e da un elemento di macina orizzontale in monzogranito proveniente da un vicino mulino idraulico della vallata.
A seguito dell'alluvione del 31 ottobre 1899, il Ponte delle Fonti venne distrutto insieme a quello di Rimercoio; il progetto di ricostruzione, firmato dall'ingegnere Giulio Pullé, fu terminato nel 1902.
Nell'agosto 1949 il pittore Giorgio De Chirico, ospite del Palazzo della Fonte di Napoleone presso Poggio, si recava quotidianamente alla fontana.
Nel giugno 1950, per volere dell'imprenditore Giuseppe Cacciò, fu inaugurato lo stabilimento per l'imbottigliamento dell'acqua Fonte di Napoleone progettato dall'architetto Giuseppe Gullino, sulla cui facciata è incisa la massima latina In aqua salus («La salute è nell'acqua»); nella stessa occasione, sulla terrazza a cavallo del torrente, chiamata Piazza delle Cure, fu realizzata una pista da ballo che tuttavia, a causa della notevole umidità del luogo, venne subito abbandonata. A breve distanza dalla fonte, sul lato sinistro della strada, nel 1950 fu realizzata una fontanella ad edicola voltata, tuttora esistente, che serviva per il prelievo gratuito dell'acqua.

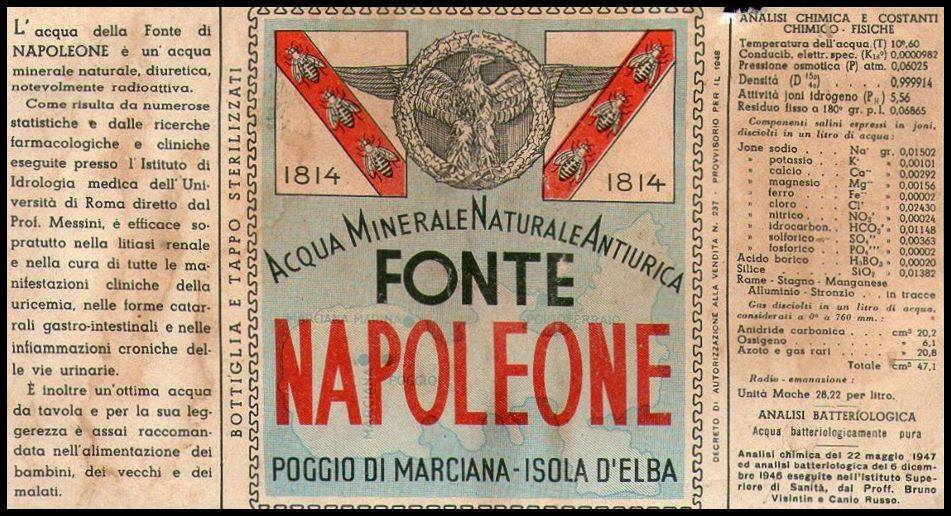
La prima etichetta (1947)

Intorno al luogo vegetano lussureggianti carpini, ontani, castagni e agrifogli.

## Epigrafi in marmo del 1947
«Antichissima tradizione salutare e premurosi suggerimenti del suo popolo indussero Napoleone il Grande ad affidarsi fiducioso a questa fonte ivi cercando nuova salute e nuova lena per l'ala affranta dai cento voli gloriosi. Dal 23 agosto al 14 settembre 1814 qui dettando ai suoi fidi l'eterne memorie del folgorante passato risanava dei mali corporei e ne partiva guarito legando il Suo Nome all'acqua benefica per riprendere il suo fatale cammino. Giuseppe Cacciò iniziando nel 1947 la valorizzazione di questa ricchezza del sottosuolo elbano ha voluto ripristinare l'originaria fonte affinché gli ospiti sostandovi possano attingere dall'esempio del Grande la fede nelle sue prodigiose virtù curative.»
A quota più alta, presso la sorgente vera e propria, si trova un'altra piccola lapide:
«Giuseppe Cacciò iniziando l'opera di valorizzazione idropinica del versante marcianese; fermamente credendo nelle preziose doti di quest'acqua; così ne volle sistemata la generosa sorgente nel MCMXLVII. L'artigiano Giuseppe Giretti l'eseguì.»

## Testimonianze letterarie
«Questa ne è più abbondante della prima e così fresca l'estate che, per grosso sia un fiasco di vetro, quando non sia doppio non resiste, crepandosi per la freschezza.»
Giovanni Vincenzo Coresi Del Bruno, 1729
«Più giù scendendo, in luogo più cupo e basso, ritrovasi un fonte d'acqua freschissima e limpida che sgorga per un sol canale posto in mezzo ad una pietra (...)»
Antonio Ferri, 1738